# Financial District (Los Angeles)

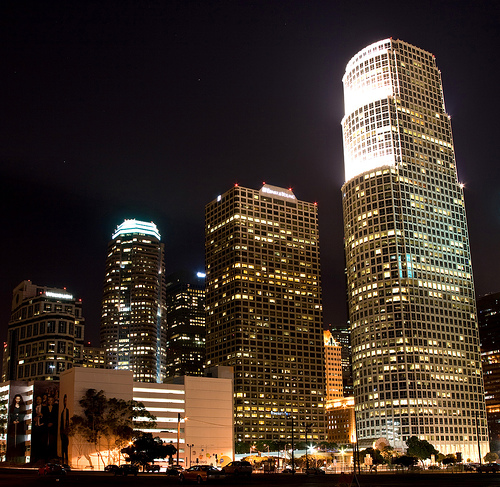
Financial District v Downtown Los Angeles. Vpravo budova 777 Tower.

Financial District je část čtvrti Downtown města Los Angeles ve státě Kalifornie v USA. Nachází se na kopci Bunker Hill a je ohraničena ulicemi 4th Street, 7th Street, Harbor Freeway a Hill Street. Této čtvrti dominují mrakodrapy a výškové budovy, v nichž sídlí banky, hotely, právnické firmy a realitní společnosti.
Některé z významných mrakodrapů ve Financial District jsou U.S. Bank Tower, AON Center, One & Two California Plaza.

### Externí odkazy

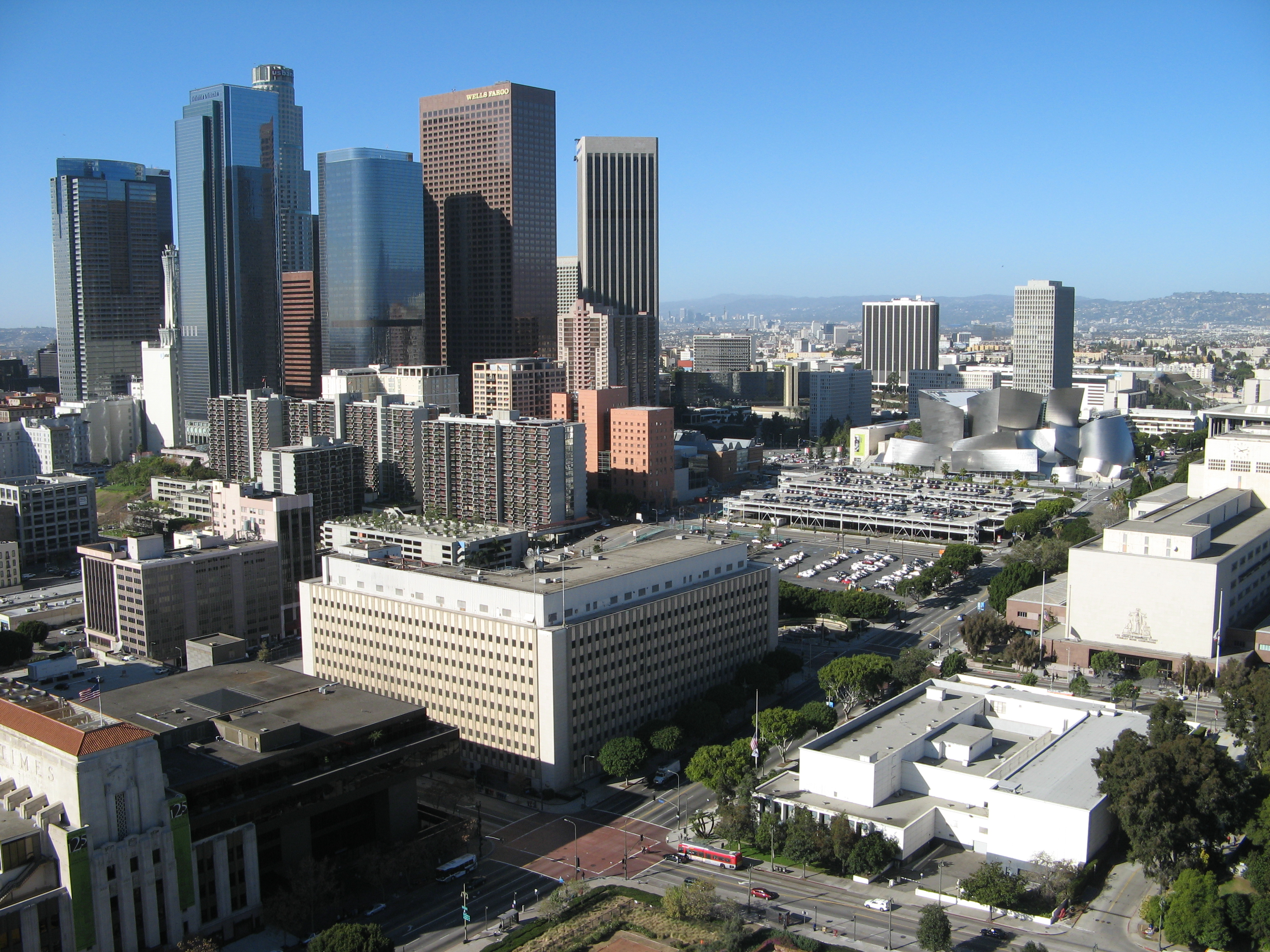
Pohled z výšky na Bunker Hill